# Burgomaestre

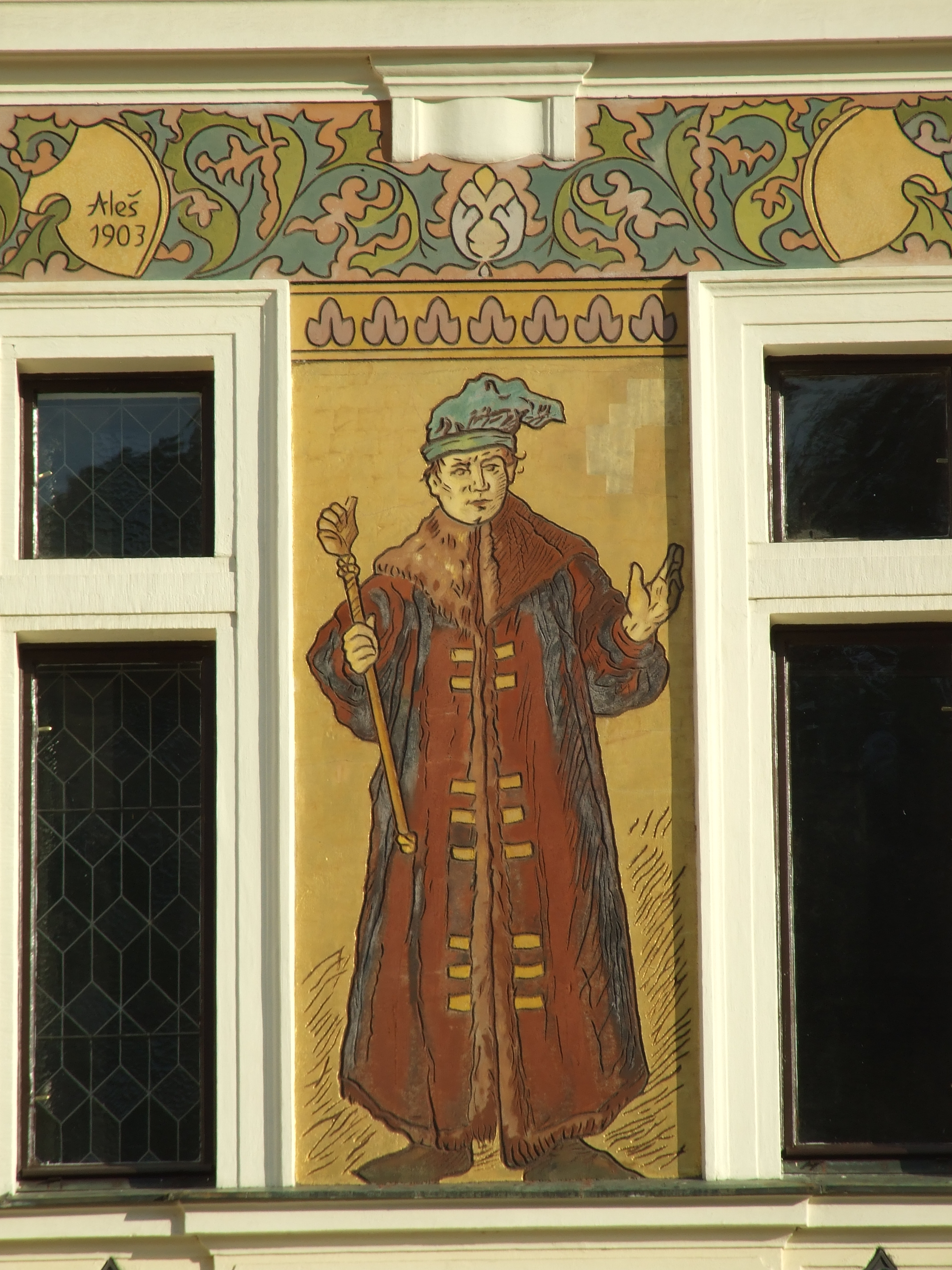
Antigua representación gráfica de un Burgomaestre

La palabra burgomaestre se encuentra en la lengua castellana desde mediados del siglo XVI y es la adaptación de la palabra alemana Bürgermeister, que en Alemania, en Austria, en Bélgica, en Hungría, en Luxemburgo, en los Países Bajos, en Polonia, en Liechtenstein y en la República democrática del Congo se refiere al que ostenta el poder ejecutivo a nivel municipal. Este título corresponde a los de alcalde (maire) en Francia y en Canadá, o a los de síndico (syndic), de alcalde (maire) o de presidente de municipio (président de commune) en Suiza. En España, Bolivia o Colombia, equivale al alcalde.
Bürgermeister es una palabra compuesta de Bürger (‘ciudadano’) y Meister (‘maestro’). En países como Ecuador se utiliza para referirse al primer magistrado municipal, y también se utiliza en Perú.